# Gordon Smith (Eishockeyspieler)
Gordon Smith (* 14. Februar 1908 in Winchester, Massachusetts; † 22. Oktober 1999 in Boston, Massachusetts) war ein US-amerikanischer Eishockeyspieler.  

## Karriere
Gordon Smith besuchte kurzzeitig die Boston University, für deren Eishockeymannschaft er parallel spielte. Den Großteil seiner Karriere verbrachte er jedoch im Amateur-Eishockey beim Boston Hockey Club sowie den Boston Olympics. Im Anschluss an seine Eishockeykarriere wurde er Investmentberater in Boston. 

### International
Für die USA nahm Smith an den Olympischen Winterspielen 1932 in Lake Placid sowie 1936 in Garmisch-Partenkirchen teil. Zudem stand er im Aufgebot seines Landes bei der Weltmeisterschaft 1931. Bei den Winterspielen 1932 gewann er mit seiner Mannschaft die Silber-, bei den Winterspielen 1936 die Bronzemedaille. Bei der WM 1931 gewann er mit den USA ebenfalls die Silbermedaille. 

## Erfolge und Auszeichnungen
- 1931 Silbermedaille bei der Weltmeisterschaft
- 1932 Silbermedaille bei den Olympischen Winterspielen
- 1936 Bronzemedaille bei den Olympischen Winterspielen